# 拟焰神螳属
拟焰神螳属（学名：Pseudohestiasula）为花螳科的一个属。

## 下属物种
本属包括以下物种：
- 渤泥拟焰神螳 Pseudohestiasula borneana Schwarz & Shcherbakov, 2017